# Bærums rådhus

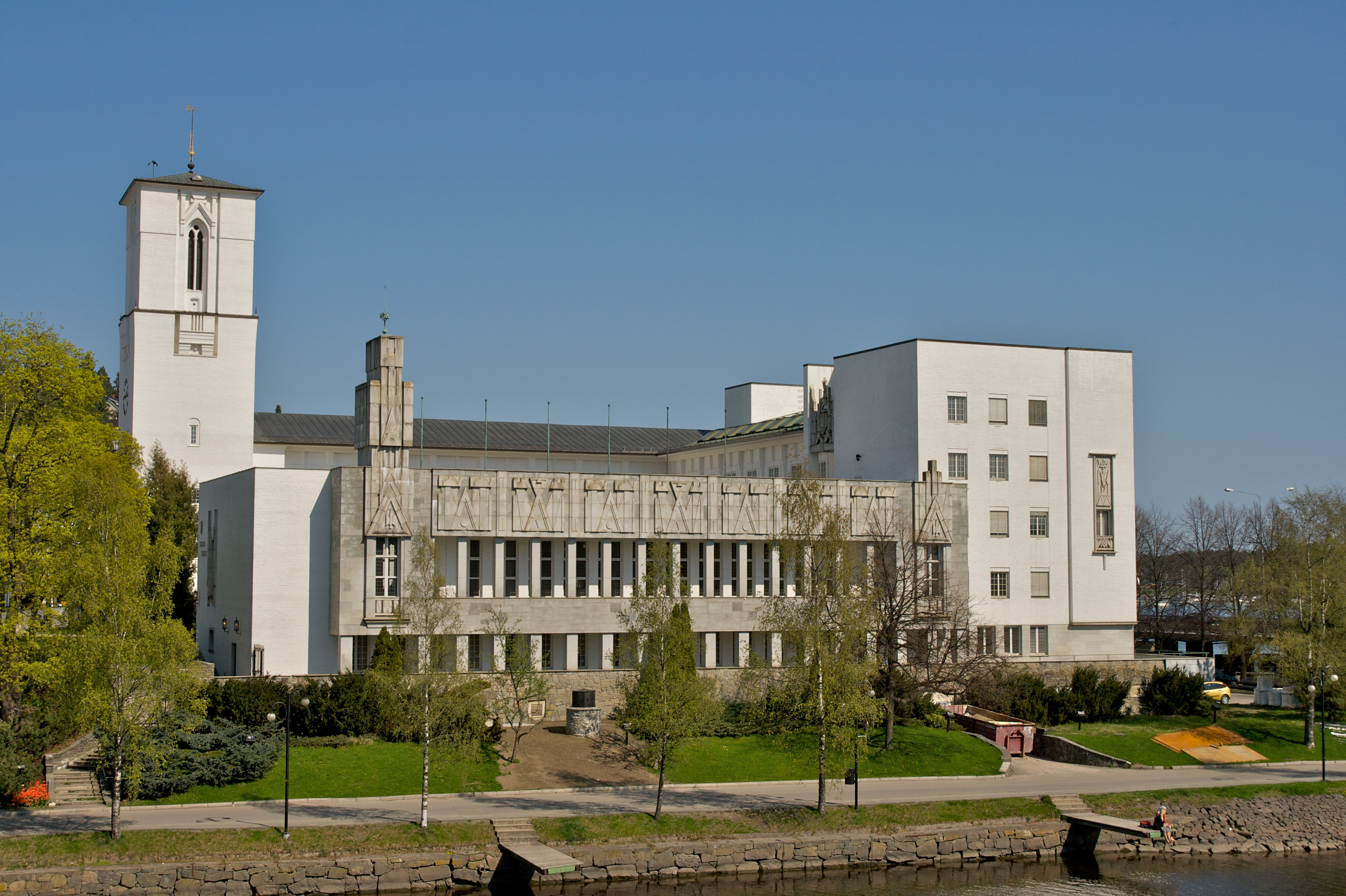
Bærums rådhus.

Bærums rådhus (norska: Bærum rådhus, tidigare Bærum herredshus) är en byggnad i Sandvika i Bærums kommun, som i dag hyser kommunalstyrelsen och andra administrativa funktioner i Bærums kommun. Byggnaden uppfördes 1927–1928 efter ritningar av arkitekten Magnus Poulsson, och byggdes ut 1958 efter densammes ritningar.